# لبخند انار
لبخند انار مجموعه داستانی از آثار داستانی هوشنگ مرادی کرمانی است که در سال ۱۳۷۸ برای نخستین بار چاپ شده است و تا سال ۱۳۹۷ به چاپ شانزدهم رسیده است. این کتاب توسط انتشارات معین منتشر شده است.
این کتاب شامل ۱۶ داستان کوتاه است.

## مضمون
داستان «لبخند انار» براساس خاطرات گروهی افراد میان سال از دوران تحصیل در مدرسه به رشته تحریر درآمده است. افراد این جمع که از دکتر، مهندس، نویسنده، شاعر، بازرگان، محقق، هنرمند و سایر مشاغل تشکیل شده، سال‌ها پیش دانش آموز مدرسه «تلاش» بوده‌اند و اینک برآنند تا از خدمات آقای دباغ - مدیر مدرسه - تجلیل کنند. در این مراسم هر یک از حاضران خاطره‌ای از مرحوم دباغ نقل می‌کنند. نحوه تهیه ترکه‌های انار و تازه نگه داشتن آنها، نقش تربیتی و تأثیرگذار کتک‌های آقای دباغ محور مشترک تمام این خاطرات است.

## عناوین داستان‌ها
- لبخند انار: یادآوری خاطرات مدیری که با ترکه انار بچه‌ها را کتک می‌زد.
- گوشواره: دختری یتیم و فقیر که رفتن به تولد دوست ثروتمندش برای او سخت است.
- ۶ تا موز: میوه فروش محله ای فقیر که برای اولین بار موز هم می‌فروشد.
- لانه: کبوتری که در بیابان زندگی می‌کند.
- پروانه: ماجرای مردی نابینا با دختر سه ساله اش.
- بازار: زن و مردی روستایی که به خرید پارچه می‌روند.
- نخ: زن کولی و فرزندش.
- تک درخت
- بچه‌های ایران
- شعر تازه
- یادگار سفر: هر ۴ داستان در مورد زندگی یک پیرمرد شاعر است.
- زادگاه: در مورد جوجه ای که در یخچال متولد می‌شود.
- میوه: درخت خسیسی که میوه‌هایش را به کسی نمی‌دهد.
- مادر: نامه دختری به مادرش. دختری که پدرش موقع نجات او از آوار زلزله مرده است.
- هستهٔ آلبالو: پسر کوچکی که هسته آلبالو را در گوش پدرش می‌کند.
- پیام